# Cleome dolichostyla
Cleome dolichostyla là một loài thực vật có hoa trong họ Màng màng. Loài này được Jafri mô tả khoa học đầu tiên năm 1957.